# Mantry
Mantry település Franciaországban, Jura megyében. Lakosainak száma 472 fő (2022. január 1.). Mantry Sellières, Recanoz, Saint-Lamain, Toulouse-le-Château, Vers-sous-Sellières, Arlay és Domblans községekkel határos.

## Népesség
A település népességének változása:
| Lakosok száma | 454  | 425  | 431  | 458  | 444  | 443  | 454  | 470  | 479  | 472  |
|               | 1968 | 1982 | 1990 | 2006 | 2013 | 2015 | 2017 | 2019 | 2020 | 2022 |